# يحيى بن نوفل
يحيى بن نوفل الحميري اليماني أبو معمر، شاعر هجاء، يكاد لا يمدح أحداً، أصله من اليمن، وشهرته في العراق. كان أيام الحجاج الثقفي. وله أخبار مع بلال بن أبي بردة، وفيه يقول:

«فلو كنت ممتدحاً للنوال *** فتى، لامتدحت عليه بلالا»

وهجا يزيد بن خالد بن عبد الله القسري وآخرين، ومن شهره قصيدة أوردها المبرد في الكامل، يهجو بها العريان بن الهيثم بن الأسود النخعي، فيتساءل عن نسب العريان أهو مذحج أم من إياد، ويقول إن مذحجاً بيض الوجوه، ثم يقول:

«وأنتم صغار الهام، حُدل كأنما *** وجوهكم مطلية بمداد»

توفي نحو سنة 125هـ - 743م.